# Бобенко, Павел Макарович
Павел Макарович Бобенко (8 февраля 1915 — 25 декабря 1981) – комбайнёр Петровской МТС Министерства хлопководства СССР (Ставропольский край), Герой Социалистического Труда (1952).

## Биография
Родился в 1915 году в Благодарненском уезде Ставропольской губернии, ныне – Петровский район Ставропольского края.
После окончания курсов трактористов работал в Петровской машинно-тракторной станции (МТС). Освоил 11 специальностей: тракторист, машинист локомобиля, слесарь, механик-водитель самоходного комбайна, механик-водитель хлопкоуборочной машины, электростригаль овец, шорник,  плотник, каменщик, кровельщик, бригадир тракторной бригады и десятник-строитель.
В 1951 году на уборке зерновых за 25 рабочих дней намолотил комбайном «Сталинец-6» 9155 центнеров зерна.
Указом Президиума Верховного Совета СССР от 3 мая 1952 года за достижение высоких показателей на уборке и обмолоте зерновых культур в 1951 году присвоено звание Героя Социалистического Труда.
В 1954 г. принял соцобязательства завершить уборку за 18-20 дней, с площади 700 га намолотить на комбайне «Сталинец-6» 1300 тонн зерна, и своё слово сдержал.
В 1956 г. на скашивании хлебов для раздельной уборки довёл дневную выработку на лафетную жатку до 40 га.
После расформирования МТС с 1958 года работал механизатором в колхозе «Победа» (бывший им. Молотова).
Жил в селе Петровское (с 1965 года – город Светлоград) Петровского района. Умер в 1981 году.
Награждён орденом Трудового Красного Знамени (16.05.1949), медалью «За трудовую доблесть» (30.05.1950), медалями ВСХВ и ВДНХ.